# 霹靂火 (電影)
《霹靂火》是1995年由陳嘉上執導的香港電影，為成龍主演的賽車電影。

## 劇情
曾在日本三菱車場受訓的陳火韜，返回香港後經營父親開設的車房，車房不時協助警方交通部處理反飛車行動。在一次行動裡面，一名外籍飆車手駕駛跑車衝過路障，撞死一名交通警察。國際刑警探員Steve表示，該飆車手名叫Warner Krugman，又稱為Cougar，他不但是一個賽車手，亦是犯罪組織的頭目。幾天後陳火韜替電視節目報導員Amy和隨行的攝影記者檢查車子時遇上Cougar，決設計將他擒獲。Steve誘使陳火韜以假證供指證Cougar是撞死交通警察的飆車手後，Cougar被關進警署羈留室，可是Cougar的手下將他由羈留室中救出，並捉走陳火韜的兩名胞妹，要求跟他到日本賽車......

## 演員
| 演员            | 角色           | 备注                                                         |
| 成龍            | 陳火韜         | 修車廠負責人，陳鎮東的兒子及拖吊助手                         |
| 袁詠儀          | Amy            | 電視節目《城市睇真D》報導員                                  |
| 楚原            | 陳鎮東         | 綽號「車王」，陳火韜父親，修車廠創辦人，後為警隊交通部驗車員 |
| 胡凱欣          | 大妹           | 陳火韜胞妹                                                   |
| 文頌嫻          | 小妹           | 陳火韜胞妹                                                   |
| 王敏德          | Steve Cannon   | 國際刑警探員                                                 |
| 段偉倫          | Koo            | 陳火韜下屬，賽車機械師                                       |
| 容錦昌          | 阿昌           | 陳火韜下屬，賽車機械師                                       |
| 羅禮賢          |                | 陳火韜下屬，賽車機械師                                       |
| 加山雄三        | 川上           | 日本賽車教練                                                 |
| 江黑真理衣      | 大小姐         | 三菱汽車高層的千金                                           |
| 黃子華          | 林國雲         | 《城市睇真D》攝影記者                                        |
| 錢嘉樂          |                | 賽車機械師，賽車教練助手                                     |
| 元奎            |                | 醫生                                                         |
| Thorsten Nickel | Warner Krugman | 綽號Cougar，犯罪組織頭目                                     |
| Rebecca Penrose |                | Cougar女友                                                   |
| 盧惠光          |                | Cougar手下                                                   |
| 澤田謙也        | Pachinko       | Cougar手下                                                   |
| 洪天明          |                | Pachinko黑幫一員                                             |
| 成奎安（大傻）  |                | 修車廠客人 （客串）                                          |
| 呂米高          |                | 賽車機械師（客串）                                           |
| 薛春煒          |                |                                                              |
| 張民光          | Joe            | 警隊交通部督察                                               |
| 黃明昇          |                | 警署督察                                                     |

## 幕后花絮
本片投入了2亿元港币的成本，創當時香港電影投資額新高，電影于香港葵涌、屯門、粉嶺、日本仙台、东京、马来西亚莎亚南赛道、 美国洛杉矶、纽约、鹽湖城取景。

## 轶事
剧中副导演原是林超贤，主演成龙和林超贤都是拍动作片出身，在一些动作上都很有自己的想法，经常和导演陈嘉上出现分歧，之后两人的动作导演被换掉，由成龙和洪金宝顶替。
劇本原本將結尾設定為悲劇，但是本片於拍攝中期，成龙上一齣電影《紅番區》在美國賣座後，嘉禾電影與陈嘉上就本片的劇本作出商討，最後決定修改劇本的結尾。
电影拍摄完毕后，作为女主角的袁咏仪需要补拍台词，后因袁咏仪沒到现场让成龙白等一整天，放话要封杀她。之后，成龙又到香港导演会投诉，其他的演员也加入了抵制的行列，使袁咏仪的处境非常尴尬。后来曾志伟做中间人让两人碰面，袁咏仪当面向成龙道歉，终于冰释前嫌。成龙封杀袁咏仪原因曝光 （页面存档备份，存于）

## 獎項
| 頒獎典禮             | 獎項         | 名單                 | 結果 |
| -------------------- | ------------ | -------------------- | ---- |
| 第32屆金馬獎         | 最佳動作指導 | 元奎, 成家班, 洪家班 | 獲獎 |
| 第15屆香港電影金像獎 | 最佳動作設計 | 成家班、洪家班       | 提名 |

## 外部連結
- 香港影庫上《霹靂火》的資料（繁體中文）
- 開眼電影網上《霹靂火》的資料（繁體中文）
- 豆瓣电影上《霹靂火》的資料 （简体中文）
- 时光网上《霹靂火》的資料（简体中文）
- AllMovie上《霹靂火》的资料（英文）
- 爛番茄上《霹靂火》的資料（英文）
- 互联网电影数据库（IMDb）上《霹靂火》的资料（英文）